# Проституция в Северной Ирландии
Проституция в Северной Ирландии регулируется Законом о торговле людьми и эксплуатации (уголовное правосудие и поддержка жертв) (Северная Ирландия) 2015 года, который запрещает платить за секс в Северной Ирландии. До вступления закона в силу проституция в Северной Ирландии регулировалась теми же или аналогичными законами, что и в Англии и Уэльсе, как и в других частях Соединенного Королевства. В то время проституция в Северной Ирландии была законной при условии соблюдения ряда ограничений, которые контролировали определенные виды деятельности, связанные с проституцией, такие как вымогательство, сводничество, проживание на доходы от проституции (сутенерство), эксплуатация проституток, несовершеннолетняя проституция и содержание публичного дома.

## Масштабы проституции
По оценкам полиции, в 2010 году в секс-торговле было занято 40-100 человек. Как и в большей части Европы, проститутки довольно часто перемещаются по территории Северной Ирландии и за ее пределы, особенно в Белфасте. Хотя точные цифры получить очень сложно, исследование 2014 года показало, что в любой конкретный день работает от 300 до 350 человек, большинство из которых составляют женщины, а наиболее распространенный возрастной диапазон составляет 25-30 лет. Исследователи обнаружили, что несовершеннолетние проститутки были редкостью и что большинство проституток не начинали заниматься проституцией, пока не достигли совершеннолетия.

## Действующее законодательство
Правовая база регулируется Частью 5 (Ст. 58-64) Закона о половых преступлениях (Северная Ирландия) 2008 г. (SI 2008/1769 (NI 2)) с поправками, внесенными Законом о полиции и преступности 2009 г. (от 1 апреля 2010 г.). Они создают правонарушения для праздношатания или домогательств на улице или в общественном месте с целью проституции (Статья 59), домогательства из автомобиля (хождение по бордюру) (Статья 60), организация, реклама или вербовка в проституцию, в целях наживы (Статья 62), управления проституткой (Статья 63) или содержания публичного дома (определяемого как более чем одно лицо, продающее сексуальные услуги в определенном месте) (Статья 64).
1 июня 2015 года был принят Закон о торговле людьми и эксплуатации (уголовное правосудие и поддержка жертв) (Северная Ирландия) 2015 года. Хотя проституция является лишь одним из элементов Закона, в Законе также говорится, что вымогательство и праздношатание больше не являются правонарушениями и что тем, кто прекращает заниматься проституцией, будет предложена программа поддержки. Клиенты будут подвергнуты максимальному наказанию в виде одного года тюремного заключения и штрафа в размере 1000 фунтов стерлингов.

## Организации
Ugly Mugs Ireland — это некоммерческая технологическая инициатива, направленная на повышение безопасности секс-работников в Ирландии и Великобритании и сокращение числа преступлений, совершаемых против них, путем объединения секс-работников для обмена информацией о потенциальных опасностях.